# Optifast-Programm
Das Optifast-Programm ist ein einjähriges, medizinisch und psychologisch begleitetes Programm zur Gewichtsreduktion und zum dauerhaften Halten des Gewichts ohne Jo-Jo-Effekt. In der so genannten Fastenphase besteht die Nahrung aus einer Formula-Diät (Fertigprodukte). Das ambulante Therapieprogramm wird in rund 35 Zentren in Deutschland und Österreich angeboten. Das Programm wird seit Juni 2008 von Nestle Nutrition vertrieben. Vor Juni 2008 wurde es von der Novartis Nutrition GmbH vertrieben.

## Aufbau des Programms
Optifast besteht aus einer Fastenphase von 12 Wochen, einer Übergangsphase von sechs Wochen und einer Steigerungs- und Stabilisierungsphase. Insgesamt dauert das Programm 52 Wochen. Es finden wöchentlich Gruppensitzungen mit 10 bis 14 Personen statt, die medizinisch und psychologisch betreut werden. Ein Ernährungsberater instruiert die Gruppe über das richtige Essverhalten. Zusätzlich gibt es in den ersten 26 Wochen nach der Gruppensitzung ein Sportangebot aus (Wasser)-Gymnastik oder anderen geeigneten Sportarten (Nordic Walking).

### Fastenphase
Die Fastenphase besteht aus 5 Tüten Pulvernahrung pro Tag, die über die Optifast-Zentren zu beziehen sind. Das Pulver wird in Wasser aufgelöst und ist in verschiedenen Geschmacksrichtungen erhältlich. Die Gesamtkalorienzufuhr beträgt in dieser Zeit ca. 800 kcal pro Tag, was in den meisten Fällen zu einer drastischen Abnahme bei den Patienten führt. Durch den hohen Eiweißgehalt des Pulvers erhofft man sich, Muskelabbau zu verhindern. Dies soll durch wöchentliche Kräftigungsübungen unterstützt werden, welche von Physiotherapeuten betreut werden. Weiterhin wird die Notwendigkeit vermittelt, privat Sport zu treiben, wodurch der Fettabbau begünstigt werden soll. Außerdem sollte man während der gesamten Zeit mindestens 2,5 Liter ungesüßte Flüssigkeit pro Tag zu sich nehmen.

### Übergangsphase
In diesen sechs Wochen wird die Tütennahrung allmählich durch normale Nahrung ersetzt. Dabei wird ein „Ampel“-Punktesystem eingeführt, welches – vereinfacht gesprochen – rote (Fettgehalt ≥ 80 % z. B. Butter; Zucker-Fett-Gemisch z. B. Schokolade), gelbe (Fett und Eiweiß z. B. Fleisch, Milch) und grüne Punkte (Kohlenhydrate z. B. Brot, Gemüse, Kartoffeln) unterscheidet. In der ersten Umstellwoche stehen 4 grüne (entspricht einem Brötchen und einem Apfel) und ein gelber Punkt (z. B. 60 gr. Lachsschinken) täglich zur Verfügung, daneben werden in dieser Woche täglich 4 Tüten Pulvernahrung verzehrt. Es wird durch dieses System beabsichtigt, frühzeitig „bewusst“ zu essen. So können Punkte gespart und an anderen Tagen verzehrt werden.

### Steigerungs- und Stabilisierungsphase
Die Nahrungsmenge wird nun nach und nach gesteigert (dieses geschieht durch Erhöhung des „Punktekontos“), bis der Patient nicht mehr abnimmt. Das kann individuell sehr verschieden sein. Es besteht im weiteren Verlauf des Therapieprogrammes (durch Herabsetzen der Punkte und/oder Einschieben einer auf 6 Wochen verkürzten Tütenphase) die Möglichkeit, das Gewicht bis zum Wunschgewicht weiter zu reduzieren.

## Die verschiedenen Programme
- Optifast 52

Das klassische Optifast-Programm mit einer Dauer von 52 Wochen. Aufbau und Beschreibung siehe unter „Aufbau des Programms“.
- Optifast II

Das Kurzprogramm mit einer Dauer von 15 Wochen richtet sich an Personen mit einem BMI von ca. 25–30. Der Therapieverlauf sieht ebenso eine Fastenphase (6 Wochen), eine Umstellungsphase (5 Wochen) und eine Stabilisierungsphase vor. Im Unterschied zum klassischen Programm beinhaltet es lediglich eine Anleitung zur Bewegungstherapie.
- Optifast home

Die „Zuhause“-Variante der Programme richtet sich an Personen mit einem BMI von ca. 25–30. Der Therapieverlauf weicht hier ab. Er sieht eine Fastenphase (3 Wochen) und Umstellphase (3 Wochen) vor. Die Stabilisierungsphase ist nicht zwingender Bestandteil des Programms, kann aber individuell wahrgenommen werden. Signifikantester Unterschied zu den übrigen Programmen ist die telefonische Betreuung, die die Teilnahmen an ambulanten Terminen und Gruppentreffen ersetzt.

## Pro und Contra
Pro
- Schnelle Gewichtsreduktion in den ersten 12 Wochen (Motivation)
- Muskelabbau wird durch hohe Eiweißgaben versucht zu verhindern
- Das Punktesystem orientiert sich an den Empfehlungen der DGE
- Relativ langer Therapiezeitraum (intensive Stabilisierung)

Contra
- Zeitintensiv, da man einen Abend in der Woche gebunden ist
- Muskelabbau lässt sich nicht vollständig vermeiden
- Kosten ca. € 3000,--, (in Linz/Donau bereits € 4200.--, Tagestherapiekosten von € 8,22; Wiedereinsparung von ca. € 500,-- durch Fastenphase); einige Krankenkassen bezuschussen jedoch das Programm
- Die Rückfallquote ist umstritten. Laut einer Studie (siehe Weblinks) beträgt die langfristige Erfolgsquote 58 %